# Церква Воскресіння (Патакіно)
Це́рква Воскресі́ння з села Пата́кіно — пам'ятка дерев'яної архітектури Російської імперії другої половини 18 століття, розташована в місті Суздаль.

## Історія
Церква походить з села Патакіно (Камешковський район, Володимирська область). Дата закінчення будівництва — 1776 рік. При створенні Суздальського музею дерев'яної архітектури та сільського побуту перенесена в місто Суздаль. Храм реставровано і відновлено на новому місці архітекторами Л. В. та В. М. Анісімовими.
Метою було збереження храму і створення пам'яток-експонатів в маленькому містечку Суздаль, яке уряд готував до унікальної ролі російського історико-фольклорного музею для іноземців неподалік від Москви. Водночас в СРСР в 1960-ті роки розпочалася чергова кампанія по висадженню в повітря кам'яних храмів, що збереглися після 2-ї світової війни на територіях всіх національних республік.

## Опис споруди
Композиція церкви — тричастинна і традиційна, про що свідчить і цегляна церква Святих Бориса і Гліба в тому ж Суздалі, вибудована 1749 року. Обидва храми мають видовжений об'єм, що складається з четверика, трапезної і прибудованої до неї дзвіниці. Черверики вінчані восьмериком з дахом і маленькою банею з луківкою. Зі сходу прибудована абсида. Вхід з боку дзвіниці. Дзвіниця в церкві Бориса і Гліба виникла в добу бароко і зберігає бароковий декор, її вінчає тонкий шпиль за новою модою, що прийшла з Санкт-Петербурга.
В кам'яній церкві Бориса і Гліба вхід позначений порталом, в Воскресенській церкві з села Патакіно — це дерев'яний об'єм під власним дахом і сходами. До того ж, Воскресенську церкву з села Патакіно вибудували значно пізніше кам'яної Бориса і Гліба, якщо вважати, що за одною з гіпотез її почали будувати в 17 столітті. Таким чином, дерев'яна Воскресенська церква з села Патакіно — пам'ятка давньої архітектурної традиції, в її силуети — нічого зайвого. Деяка утома від традиції відчувається лише в завершеннях — маленькою банею з луківкою на восьмерику та на дзвіниці. Для невеликої сільської церкви майстри не пошукали якогось ефектного завершення.
В церкві відновлений іконостас. Впливами храмів кам'яної архітектури на дерев'яну стало високе дерев'яне «небо» (зазвичай низьке), що додало церкві простору і висотності в інтер'єрі.

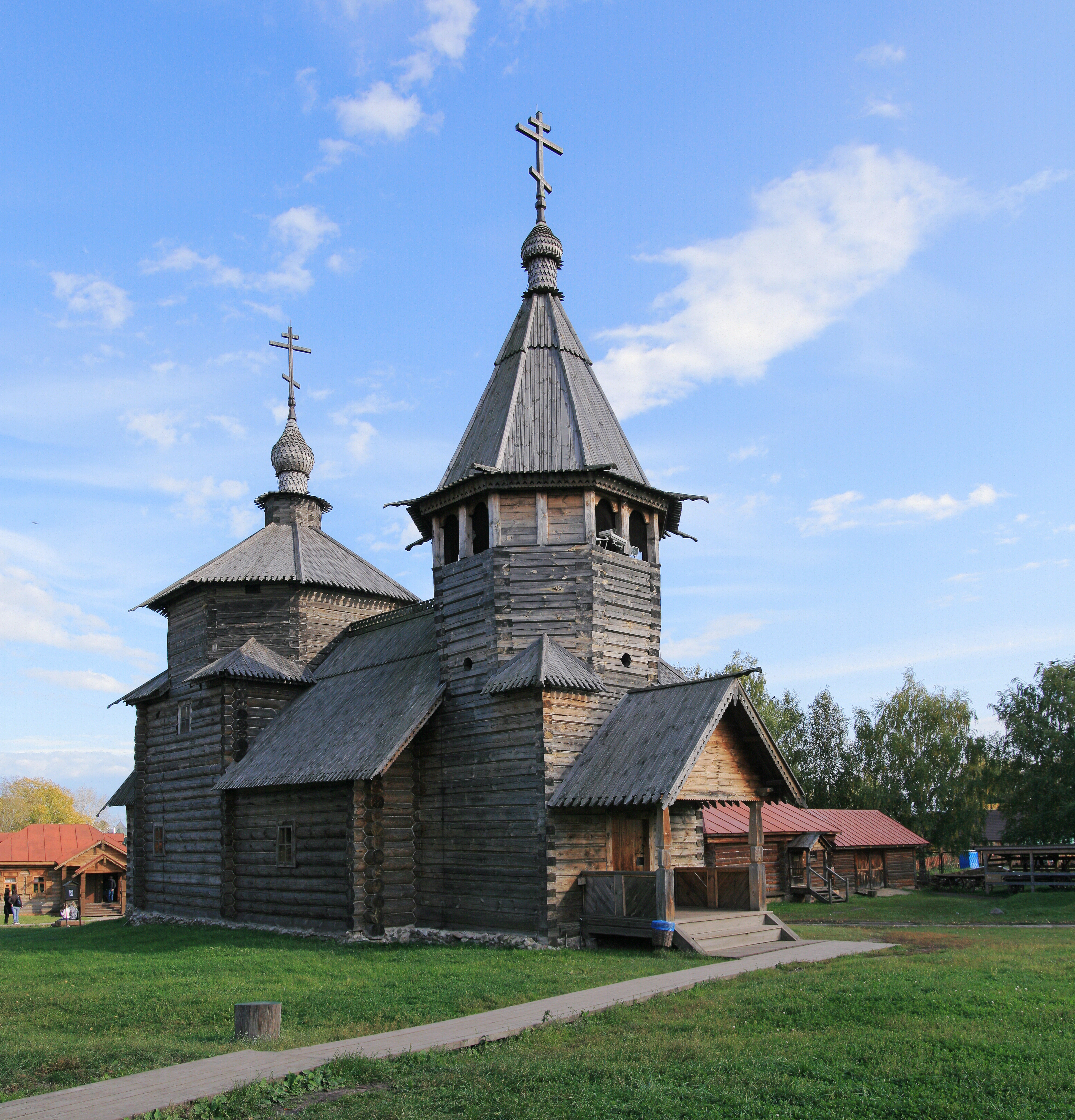
Дерев'яна церква Воскресіння з села Патакіно, 1776 року
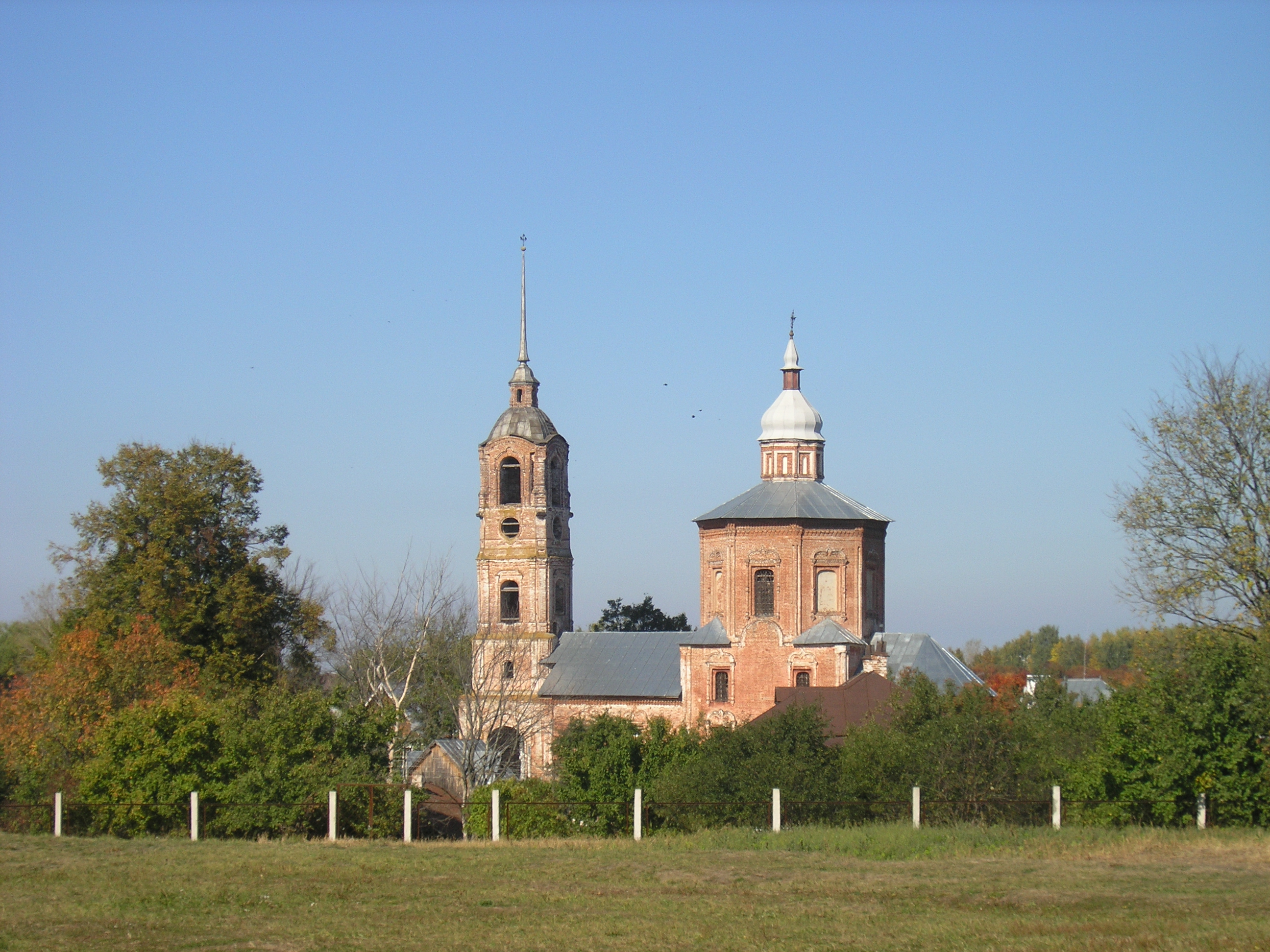
Кам'яна Церква Бориса і Гліба (Суздаль), 1749 року

## Галерея

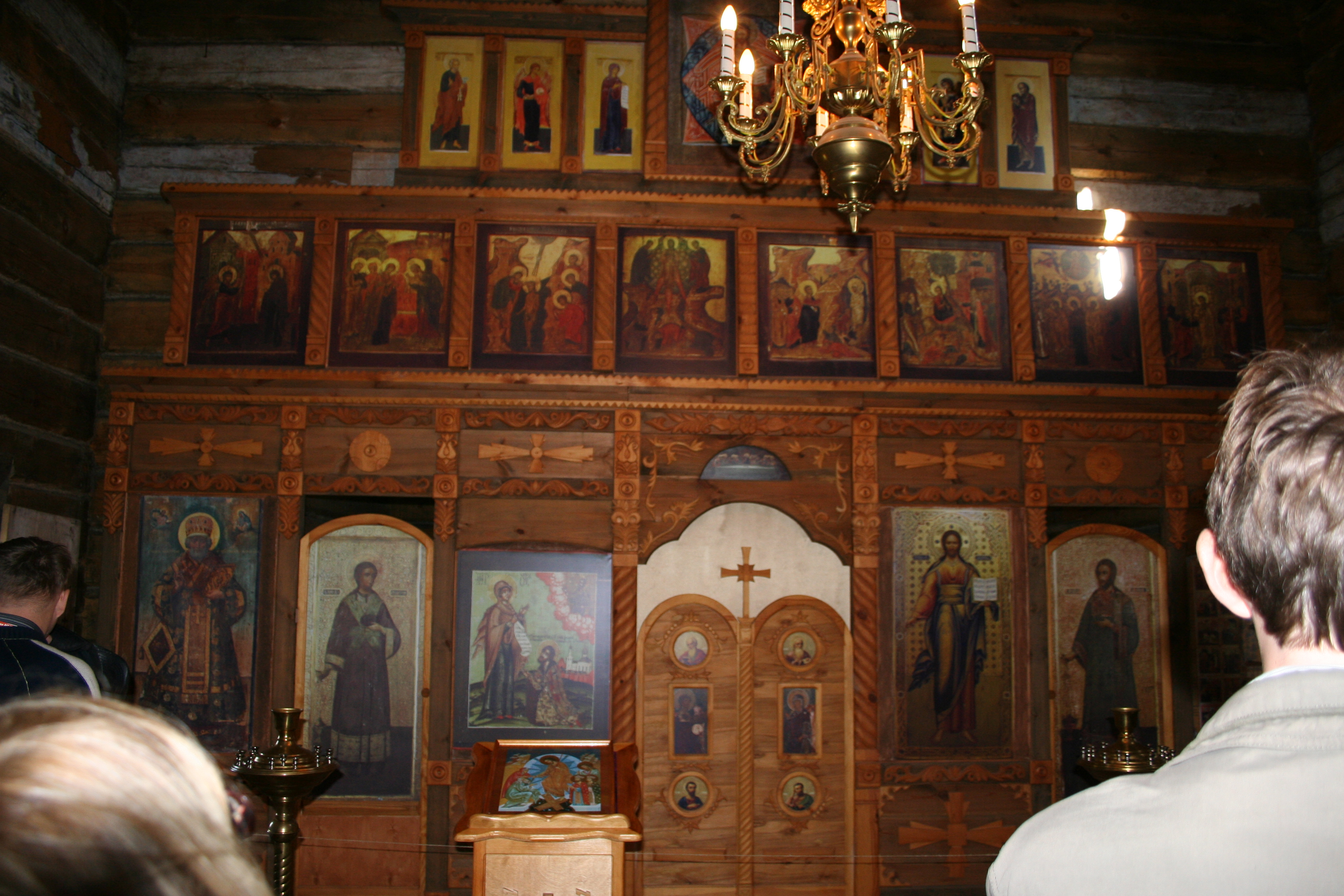
Іконостас
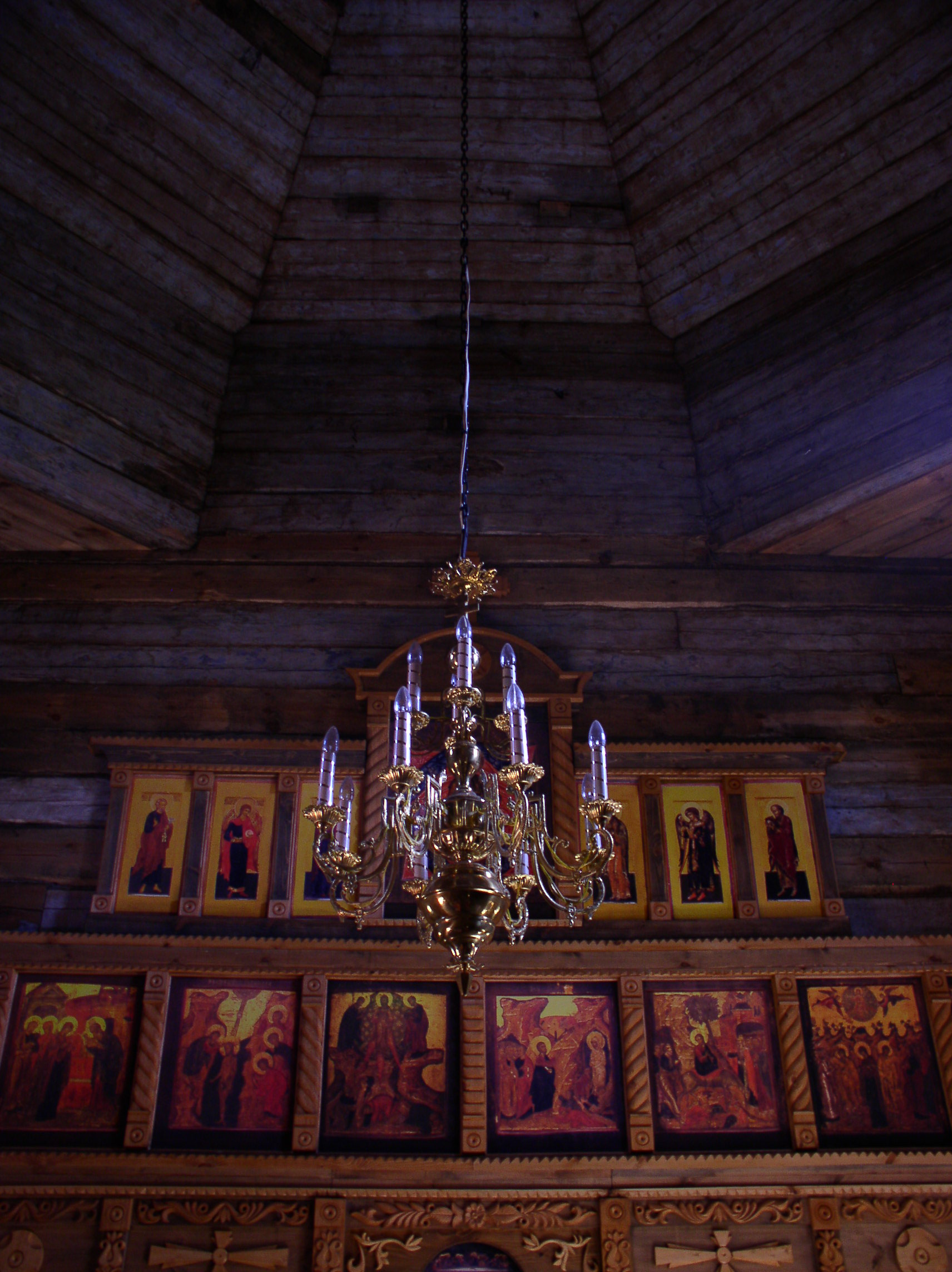
Іконостас
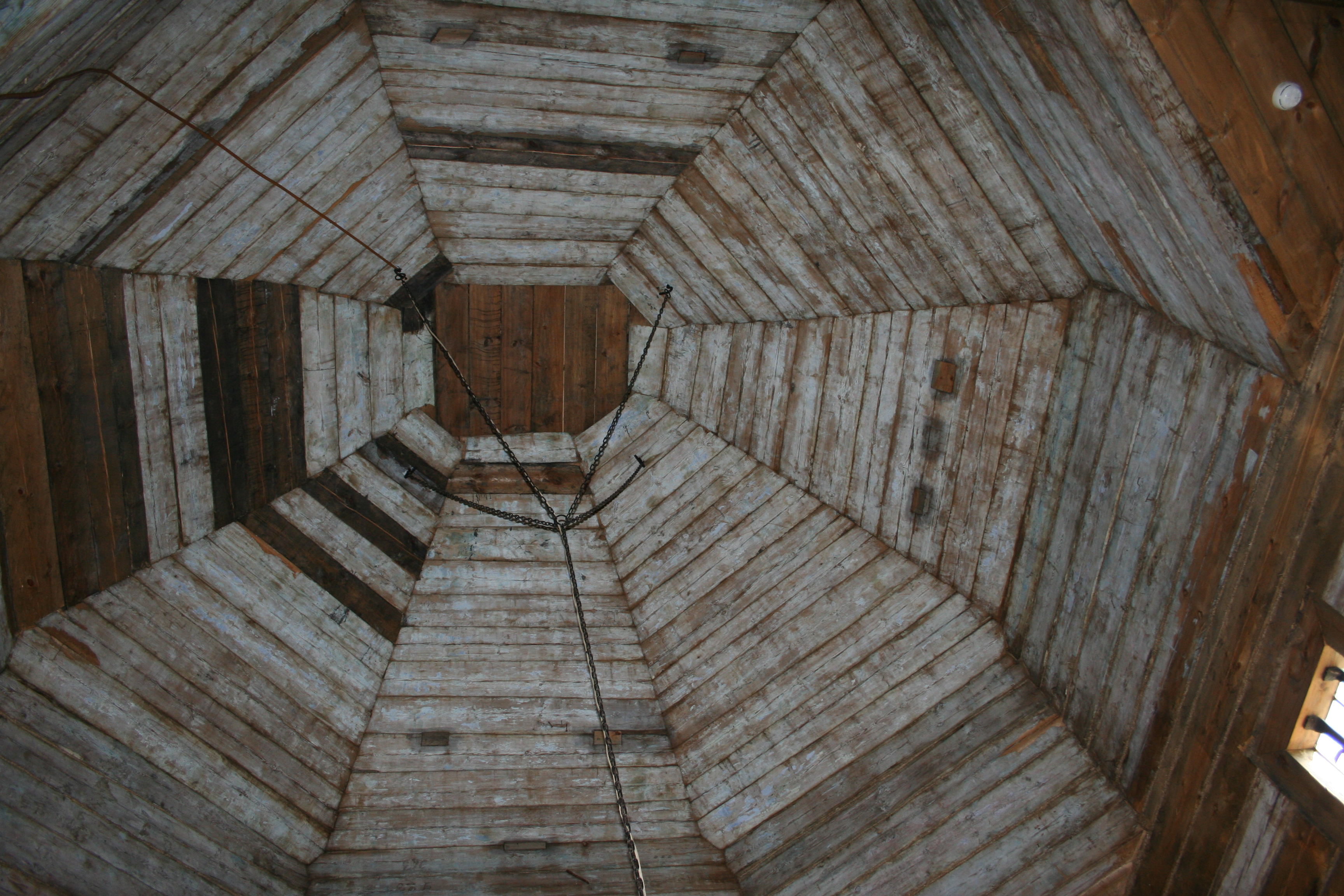
Підкупольний простір
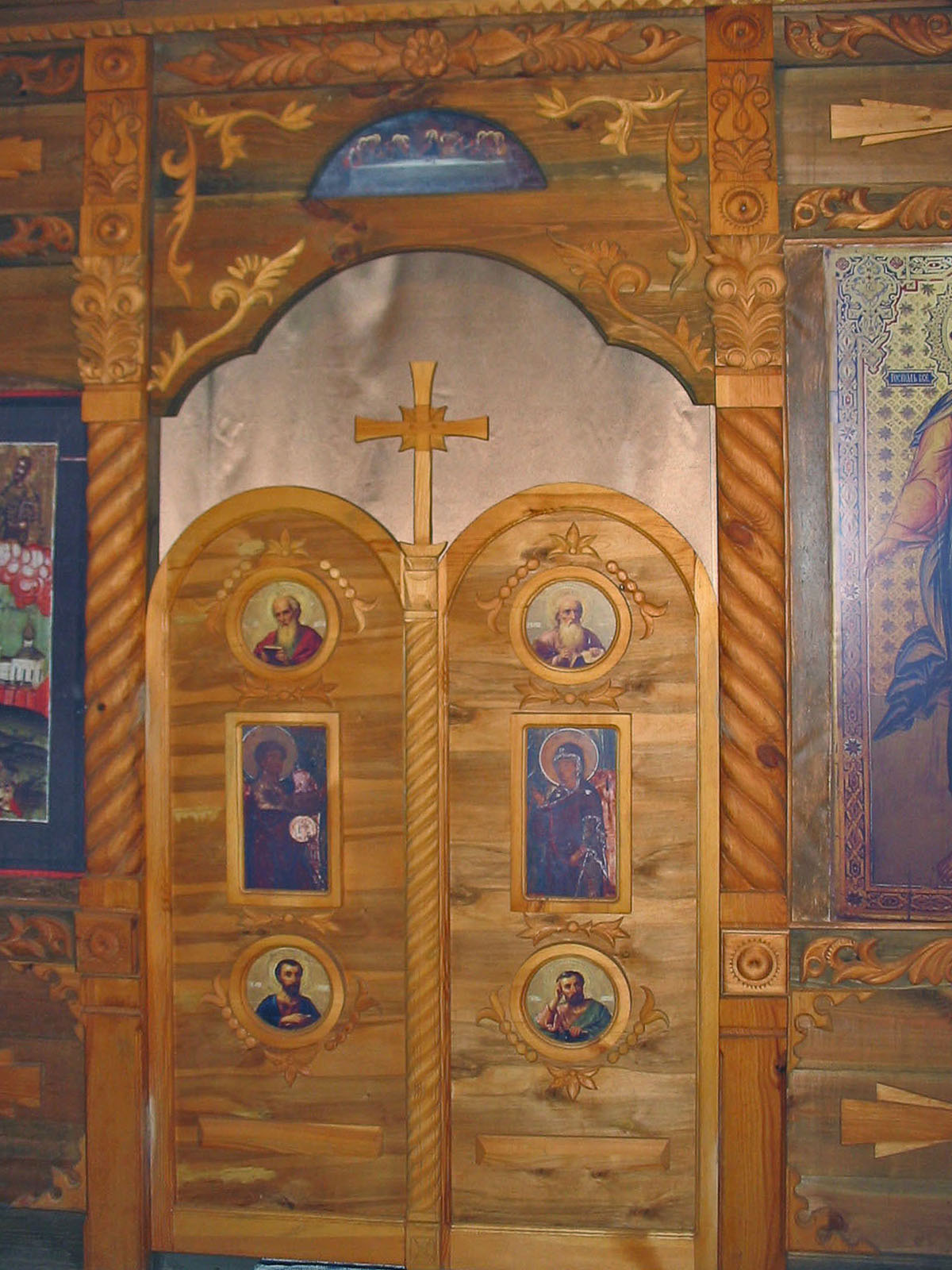
Царські ворота
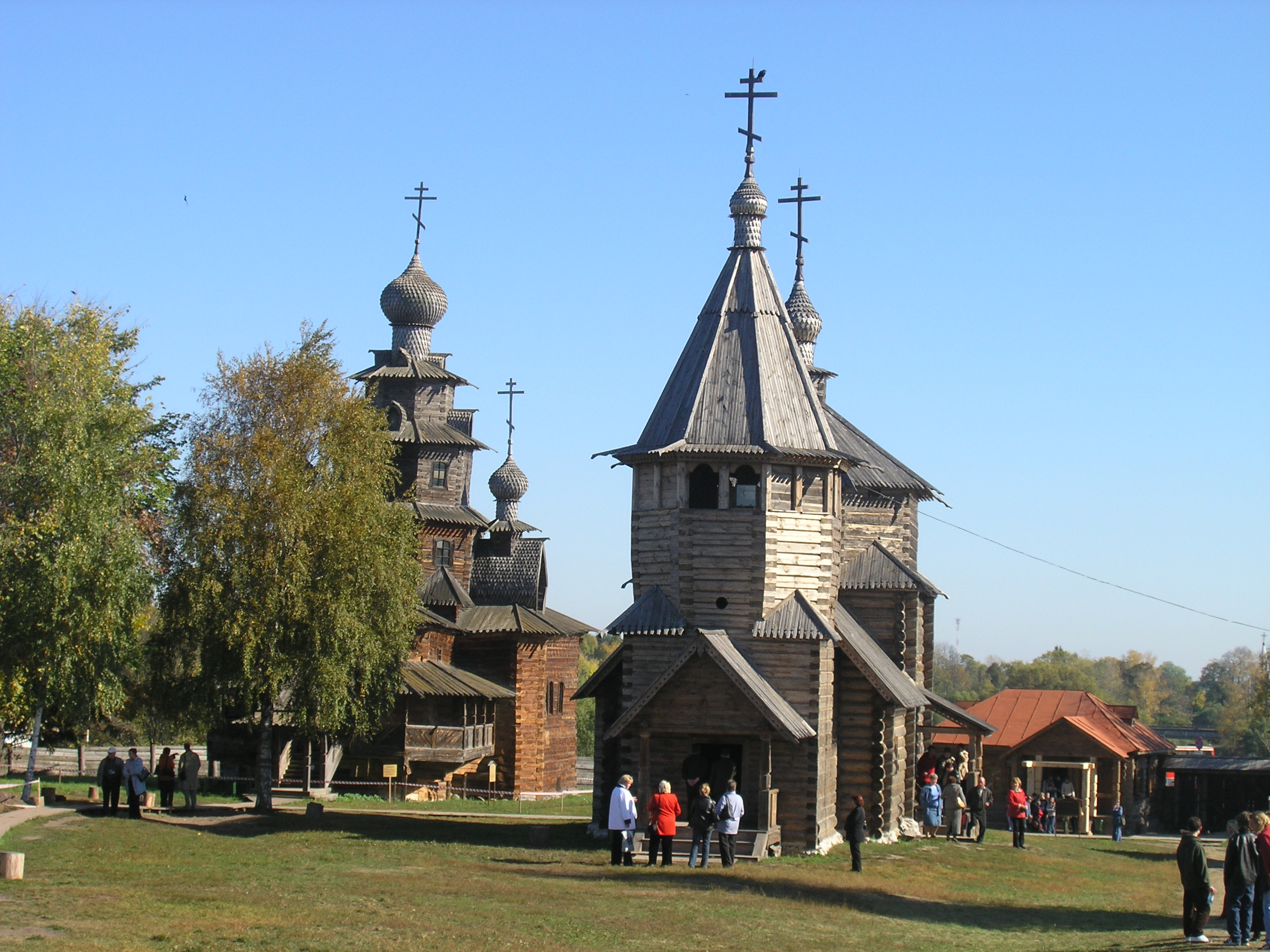
Церква Воскресіння з села Патакіно, ліворуч Церква Преображення (Козлятьєво)